# Jens Lien
Jens Lien född 14 september 1967 är en norsk filmregissör. Han tog examen vid London International Film School 1993 . Hans examensarbete var kortfilmen Montana, som presenterades på kortfilmsfestivalen i Grimstad det året. 1995 deltog han på nytt i denna festival, med filmen Mitt elektriske kjøkken. Lien fortsatte med att göra kortfilmer Døren som ikke smakk (2000) och Naturlige briller (2001). Båda dessa filmer är baserade på manus av Per Schreiner, och båda var med på Cannes filmfestival.  Utöver detta har Lien har också gjort ett antal reklamfilmer.
År 2003 långfilmsdebuterade han med filmen Jonny Vang .  Filmen valdes ut till filmfestivalen i Berlin. Filmen fick ett Amandapris för bästa skådespelare (Aksel Hennie) 2003. Den var också nominerad i kategorin bästa film.
Liens nästa stora filmprojekt var Den brysomme mannen (2006). Denna film var återigen ett resultat av ett samarbete med Per Schreiner; den var baserad på en berättelse ursprungligen skriven för radioteater.  Lien sa senare i en intervju att manuskriptet gjorde så stort intryck på honom att han inte kunde sova efter första läsningen. Filmen fick tre Amandapris 2006: för bästa regi, bästa manus och bästa skådespelare (Trond Fausa Aurvåg). Den var också nominerad i kategorierna bästa film och bästa kvinnliga huvudroll (Petronella Barker). Den brysomme mannen har vunnit fler än 20 internationella utmärkelser, bland annat ACID Award (Agence du Cinéma Indépendant pour sa Diffusion) på Cannes Film Festival.
Under 2011 hade hans nästa långfilm Sønner av Norge (Revolt) premiär på Toronto International Film Festival. Filmen har en cameo-medverkan av John Lydon (alias Johnny Rotten). Den hade premiär i Norge samtidigt. 2014 regisserade han dramaserien Viva Hate skriven av Peter Birro för Sveriges Television.

## Filmografi
- 1992 – Montana
- 1995 – Mitt elektriske kjøkken
- 1998 – Naken greve
- 2000 – Söndagsmiddag hos mamma (Hver søndag hos mor)[5]
- 2000 – Døren som ikke smakk
- 2001 – Naturlige briller
- 2001 – Spenn
- 2003 – Jonny Vang
- 2004 – Bok kokken
- 2006 – Den brysomme mannen
- 2007 – Høydepunkter
- 2011 – Revolt (Sønner av Norge)
- 2014 – Viva Hate